# Robert Child
Robert Child (février 1739 - 28 juillet 1782) est un banquier anglais et homme politique. Il est député de Wells de 1765 jusqu'à sa mort. 

## Carrière

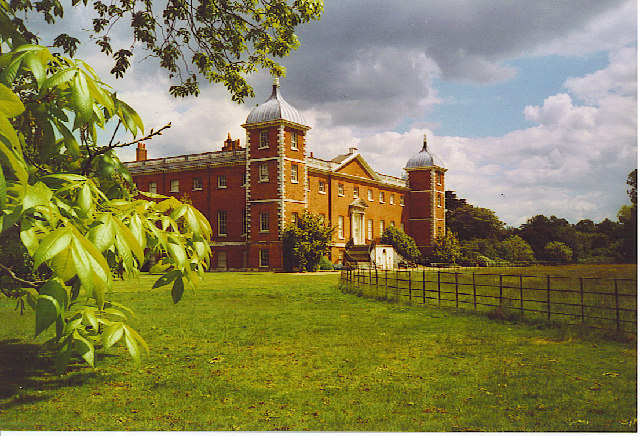
Osterley House, la maison de Robert Child dans le Middlesex

Il est le deuxième fils survivant du député Samuel Child (en) et le frère cadet de Francis Child. En 1763, il succède à son frère en tant que chef nominal de la banque familiale, Child & Co., lui apportant un revenu annuel de plus de 30 000 £ (3,72 millions en 2021). Il hérite également du domaine d'Osterley Park dans le Middlesex, où il poursuit le projet de son frère de remodeler la maison sur les plans de Robert Adam. 
Il se présente à Aylesbury lors d'une élection partielle en 1764, mais se retire en raison de problèmes de santé. L'année suivante, il se présente à Wells, et après une campagne âprement disputée, deux scrutins se tiennent; l'un est remporté par Child, l'autre par son rival Peter Taylor, le fils d'un épicier local qui s'est enrichi en tant que commissaire de l'armée en Allemagne pendant la guerre de Sept Ans. Au début de 1766, il conserve le siège sur pétition. Il semble n'avoir jamais parlé à la Chambre des communes et avoir voté en grande partie avec l'opposition malgré les importantes affaires de sa banque avec le gouvernement.

## Vie personnelle et famille

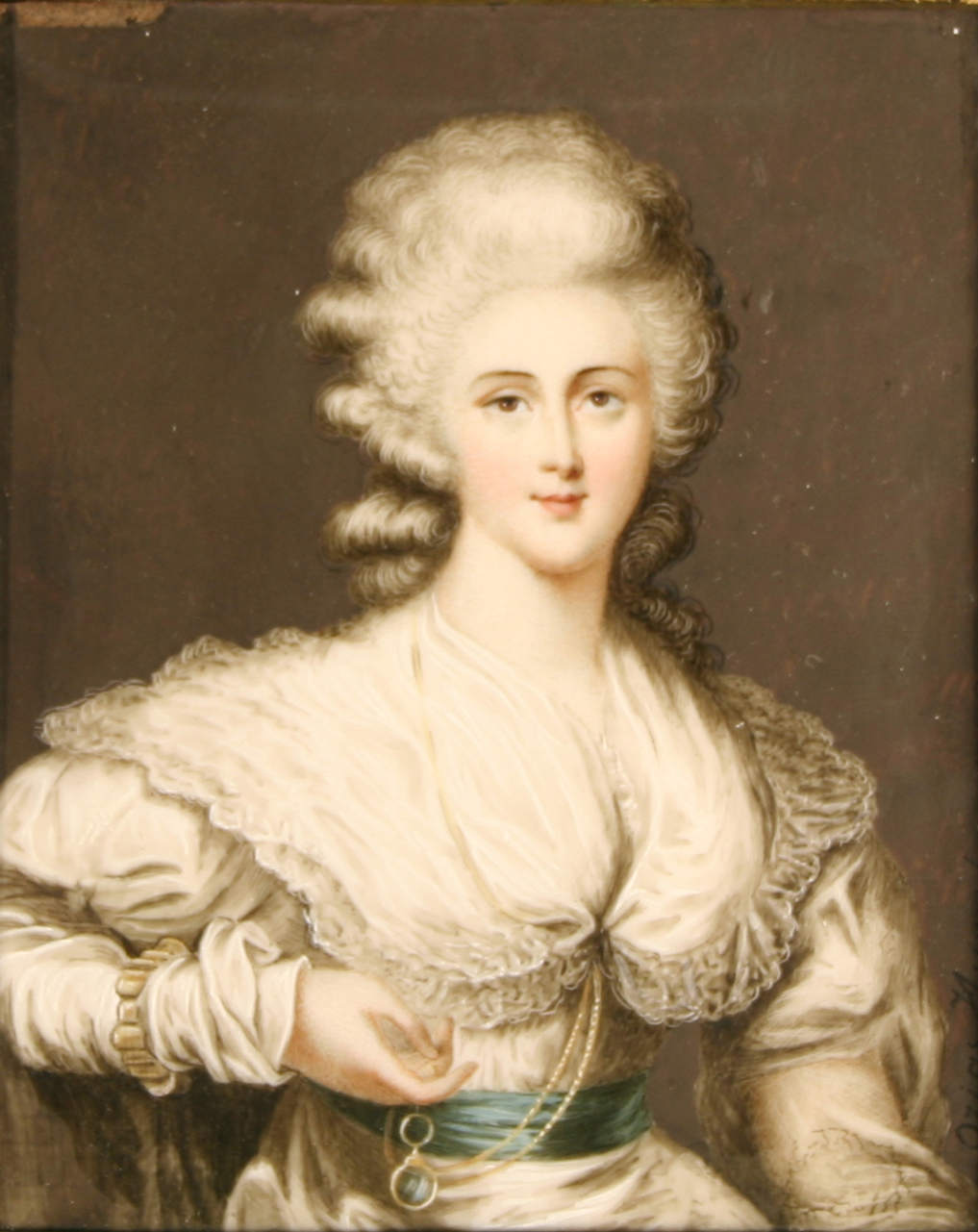
Sarah Anne, fille de Child, peinte en miniature en 1786

En octobre 1763, il épouse Sarah Jodrell, fille de Gilbert Jodrell d'Ankerwyke, Buckinghamshire. Ils ont un seul enfant, une fille Sarah Anne (née 1764), qui en mai 1782 s'enfuit à Gretna Green pour épouser John Fane (10e comte de Westmorland). Son père abhorre le comte et poursuit le couple jusqu'à ce qu'un de ses chevaux soit abattu par les hommes de Westmorland. Son père avait approuvé le mariage avant sa mort en juillet de cette année-là, mais la déshérite pour éviter que sa fortune ne tombe entre les mains de Westmorland. 
Au lieu de cela, sa femme Sarah hérite d'un intérêt à vie dans la banque, où elle reste un associé principal jusqu'à sa mort en 1793. Elle se remarie en 1791, à Francis Reynolds-Moreton (3e baron Ducie), mais l'exclut de la direction de la banque. Après sa mort, le testament de son mari accorde sa succession au deuxième fils survivant ou la fille aînée de Sarah Anne. Cependant, un seul des petits-fils de Child survit, de sorte que la succession, y compris Osterley Park et le partenariat principal de la banque, passe à Sarah Sophia Fane, sa petite-fille aînée. Elle épouse George Child Villiers (5e comte de Jersey), mais comme sa grand-mère, elle dirige la banque sans admettre son mari dans le partenariat. 
Sa richesse est si grande que lors de son mariage en 1805, elle donne 20 000 £ (1,63 million en 2021) chacun à son père, son frère et ses deux sœurs, mais a toujours un revenu annuel de son héritage de plus de 60 000 £ (4,9 millions en 2021).